# Беккер, Август (писатель)
Август Беккер (нем. August Becker; 27 апреля 1828 , Клингенмюнстер (Рейн-Пфальце) — 23 марта 1891, Айзенах) — немецкий поэт, редактор, писатель

, фольклорист Пфальца.

## Биография

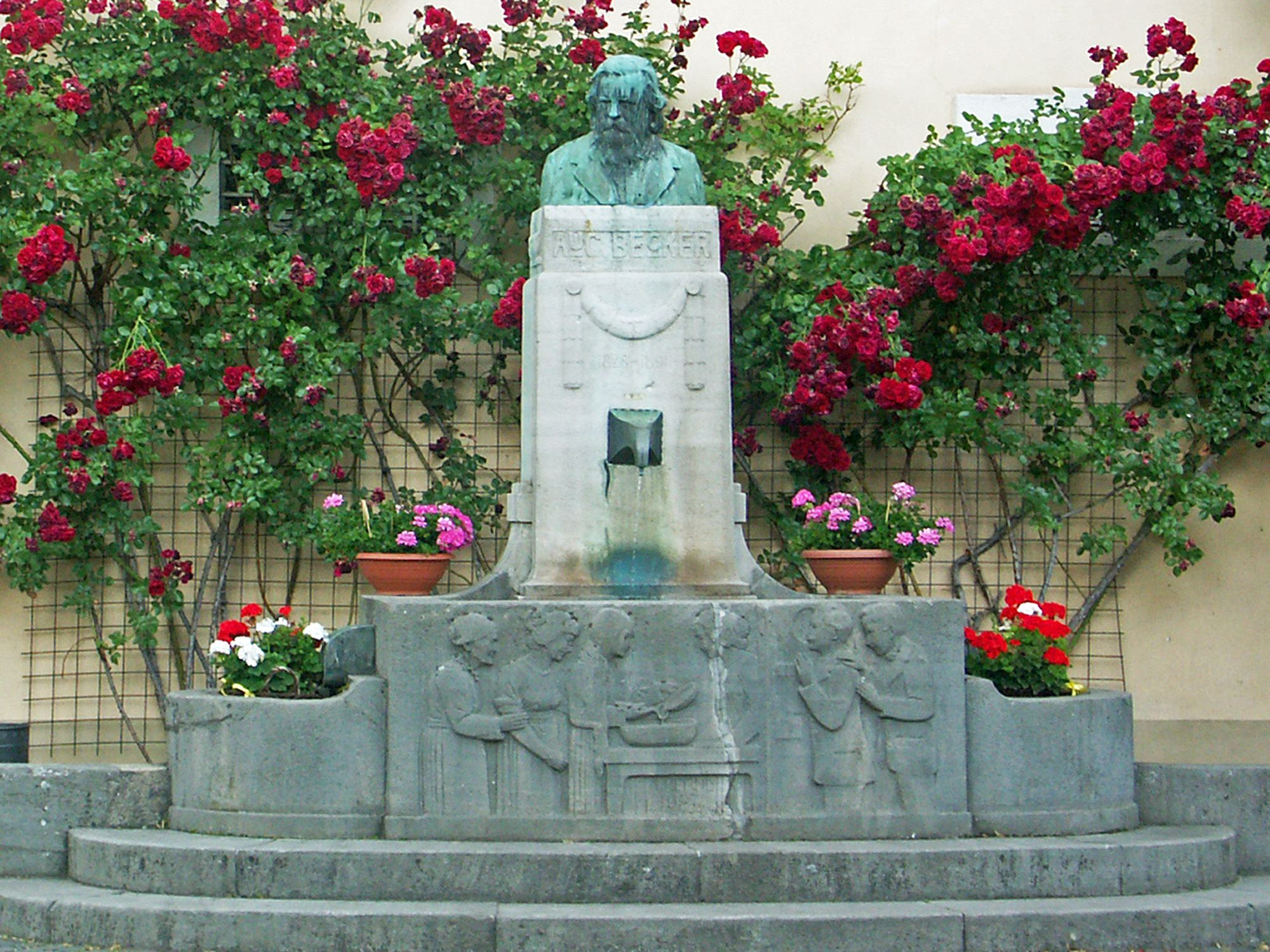
Памятник А. Беккеру в Клингенмюнстере

Изучал историю в университете Мюнхена.
В 1854 г. выступил на литературном поприще с лирическим эпосом «Jung-Friedel, der Spielmann» (Штутгарт), поэтической картиной XIV века, встретившей благосклонный приём у публики.
С 1856 г. А. Беккер был корреспондентом мюнхенской «Всеобщей газеты», с 1859—1864 редакторовал либеральной «Изарской газеты» (Münchner Isar-Zeitung). После прекращения выхода последней из печати он посвятил себя исключительно беллетристике и написал следующие культурно-исторические романы: «Des Rabbi Vermächtniss» (6 т., Берлин, 1866—1867), «Hedwig» (2 т., Берлин, 1868); «Vervehtmt» (4 т., Берлин, 1868). Последний роман, в котором были выведены многие ещё живые личности баварского двора, навлек на автора много неприятностей, заставивших его переселиться в 1868 г. в Айзенах.
Из других его романов известны «Meine Schwester» (4 т., Висмар, 1876), в котором изображены похождения известной танцовщицы, Лолы Монтес, фаворитки короля Баварии Людвига I, присвоившего ей титул графини фон Ландсфельд, в Мюнхене и революционное движение 1848 в Баварии, а также «Mignons Eiertanz» (Лейпциг, 1882), «Eleonor» (Дрезден, 1887) и многие другие. Его «Die Pfalz und die Pfalzer» (Лейпциг, 1856) даёт весьма живое изображение родины писателя.
После смерти А. Беккер был сначала похоронен в Айзенахе, а затем по просьбе своих детей перезахоронен к Клингенмюнстере.

## Избранные произведения
Романы
- Jung-Friedel der Spielmann (1854)
- Novellen (1856)
- Die Pfalz und die Pfälzer (топографическая и культурно-историческая монография; 1857)
- Des Rabbi Vermächtniß (1866)
- Hedwig. Ein Roman aus dem Wasgau (1868)
- Vervehmt. Roman aus der Gegenwart (1868)
- Das Thurmkätherlein. Roman aus dem Elsaß (1871)
- Meine Schwester (1875)
- Franz Staren (1878)
- Das alte Bild (1885)
- Die Nonnensusel (1886)
- Eine Stimme (1887)
- Der Küster von Horst (1889)
- Die graue Jette (1891)
- Hedwig

Сборники рассказов и повестей
- Aus Stadt und Dorf (1869)
- Der Karfunkel (1870)
- Der Nixenfischer (1872)
- Nächtliches Treiben im Wasgenwald (1878)
- Maler Schönbart (1878)
- Auf Waldwegen (1881)
- Geschichten und Märchen (1882)
- Mignons Eiertanz (1882)
- Zwei Novellen (1883)
- Willi (1885)
- Der Held von Guntersblum (1885)
- Vor hundert Jahren (1891)
- Das Zigeunerstoffele